# 비틀스: 에잇 데이즈 어 위크 - 투어링 이어즈
《비틀스: 에잇 데이즈 어 위크 – 투어링 이어즈》(The Beatles: Eight Days a Week – The Touring Years)는 론 하워드가 감독한 다큐멘터리 영화다. 영화는 비틀즈가 1962년에서 1966년간, 리버풀 캐번 클럽에서의 공연부터 샌프란시스코 캔들스틱 파크에서 했던 그들의 마지막 콘서트까지의 기간을 다루고 있다.
영화는 2016년 9월 15일 영국에서 개봉했고, 같은 해 9월 16일 미국에서 개봉했다. 그리고 훌루에서 9월 17일에 스트리밍을 시작했다. 대한민국에서는 10월 19일에 개봉했다.

## 출연

### 주연
- 존 레논
- 폴 매카트니
- 조지 해리슨
- 링고 스타

### 조연
- 우피 골드버그
- 엘비스 코스텔로
- 에디 이자드
- 시고니 위버
- 닐 애스피넬
- 리처드 레스터
- 하워드 굿달

## 기타
- 공동제작: 스튜어트 사무엘스
- 분장: 리아 비거스터프

## 배경과 제작
《아폴로13》, 《뷰티풀 마인드》 등 실존 인물과 사건의 영화화에 일가견 있는 론 하워드 감독이 메가폰을 잡았다. 전작 《하트 오브 더 씨》의 음악을 애비 로드 스튜디오에서 녹음했을 때 연출을 제안받았다. 영화는 폴 매카트니, 링고 스타, 그리고 비틀즈의 미망인 오노 요코와 올리비아 해리슨의 협조를 받아 제작되었다. 비틀스 멤버 폴 매카트니와 링고 스타를 두 차례 인터뷰했으며, 여러 유족의 이야기도 참고했다. 론 하워드는 다큐멘터리를 감독했을 뿐만 아니라 브라이언 그레이저, 나이젤 싱클레어, 스콧 파스쿠치와 함께 프로듀서를 맡았다. 폴 크라우더는 영화를 편집했고, 마크 먼로는 영화를 각본을 작성했다. 음성 리마스터에는 비틀즈의 프로듀서 조지 마틴의 아들인 자일스 마틴도 참여했다.
영화 개봉 전, 비틀즈가 1965년 셰이 스타디움에서 했던 콘서트의 30분 영상 자료가 포함되어 있음을 알렸다. 그 콘서트는 에드 설리번 프로덕션이 촬영했으며 1966년 《The Beatles at Shea Stadium》으로 TV에서 방송했다. 공연은 원래 35밀리 필름으로 촬영되었으나, 4K 해상도로 디지털 복원되었다. 이외에도 제작진은 SNS를 통해 슈퍼 8mm 카메라로 비틀즈의 캔들스틱 파크 공연을 촬영한 영상을 구했고, 새로운 기술을 적용해 복원했다.

## 공개
영화는 2016년 3월 4일 훌루에서 첫 다큐멘터리 인수이자, 다큐멘터리 영화 컬렉션의 일환으로서 발표했다. 영화는 9월 15일에 초연되었고 스트리밍 서비스는 9월 17일에 시작되었다. 2016년 10월 16일, 《비틀스: 에잇 데이즈 어 위크 – 투어링 이어즈》는 북미에서 290만 달러, 전세계에서 1220만 달러의 수익을 올렸다.
2016년 9월 9일, 영화의 개봉과 동시에 리믹스·리마스터 버전의 음반 《The Beatles at the Hollywood Bowl》이 재발매되었다.

### 평가
리뷰 제공 웹사이트 로튼 토마토에서는, 66개의 리뷰를 기반으로 95%의 지지율과 7.8/10의 평균 점수를 받았다. 사이트의 비평 합의에는, "우린 그들을 사랑해요, 예, 예, 예—그리고 그런 기록 영상과 함께라면, 《비틀스: 에잇 데이즈 어 위크 – 투어링 이어즈》가 나쁘지 않을 거란 걸 아실 거예요."라고 쓰여있다. 메타크리틱에서는, 22개의 평론가를 기반으로 100점 만점에 72점을 받았다. 12월 6일 제59회 그래미상에서 최우수 음악 영화 부문에 후보로 올랐고, 2017년 2월 12일 그래미 시상식에서 최우수 음악 영화 부문을 수상했다.

## 소송
2016년 9월 12일, 1965년 셰이 스타디움 콘서트를 기획한 시드 번스타인의 대표자가 공연의 마스터 테이프 소유권을 두고 애플 코어와 수바필름에게 소송을 제기했다. 노래의 저작권에 대해서는 아무 말 없었으나 영상 자체는 2013년에 사망한 시드 번스타인의 이익을 대표하는 시드 번스타인 프레젠츠 유한회사(Sid Bernstein Presents, LLC)의 소유가 되었다고 주장했다. 소송에서 번스타인의 소유권을 주장하며, 영화에 자료를 공개하지 말라는 가처분 신청을 하였다. 이 회사는 7월에 자료의 소유권을 등록하기 위해 미국 저작권 협회에 신청서를 제출하였으나, 그들이 테이프에 접근할 길이 없다는 것에 근거하여 거절되었다.
번스타인과 밴드는 함께 필름의 저작권을 관리한다고 합의하였고 번스타인은 50년 동안, 죽을 때까지 필름의 소유권을 주장하지 않았다며 애플 코어의 변호사 폴 리칼시는 이 소송에 대해 "경솔하다(frivolous)"고 말했다.